# Yula imray
Yula imray är en fjärilsart som beskrevs av George Francis Hampson 1906. Yula imray ingår i släktet Yula och familjen nattflyn. Inga underarter finns listade i Catalogue of Life.